# Cornelis van Poelenburgh

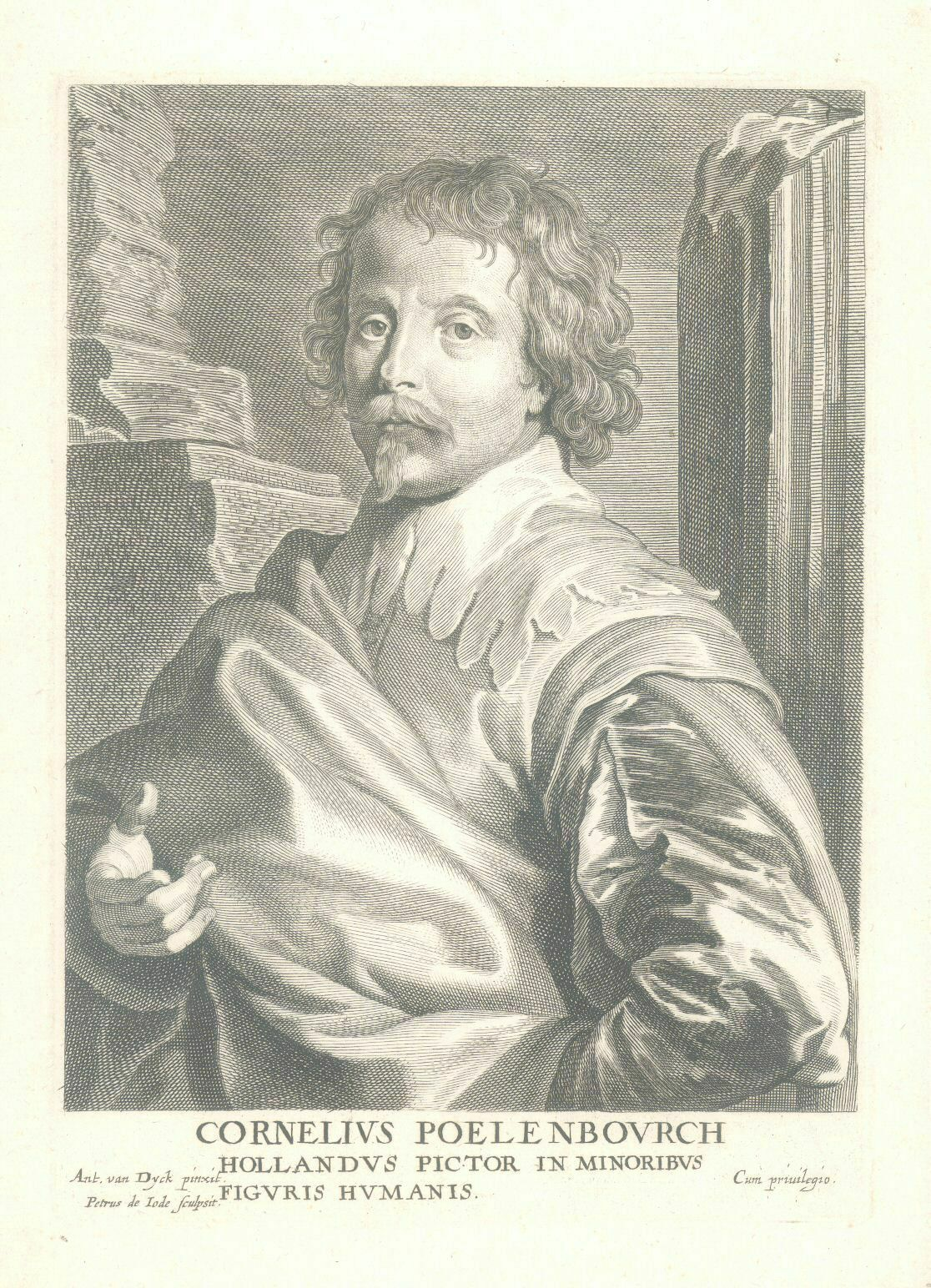
Cornelis van Poelenburgh, Kupferstich (um 1630)

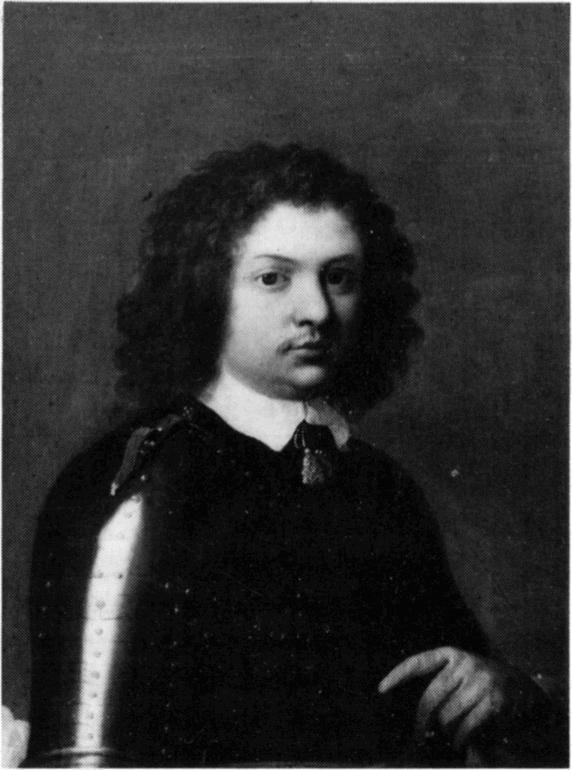
Thomas Walraven van Arkel, porträtiert von Cornelis van Poelenburgh (1651)

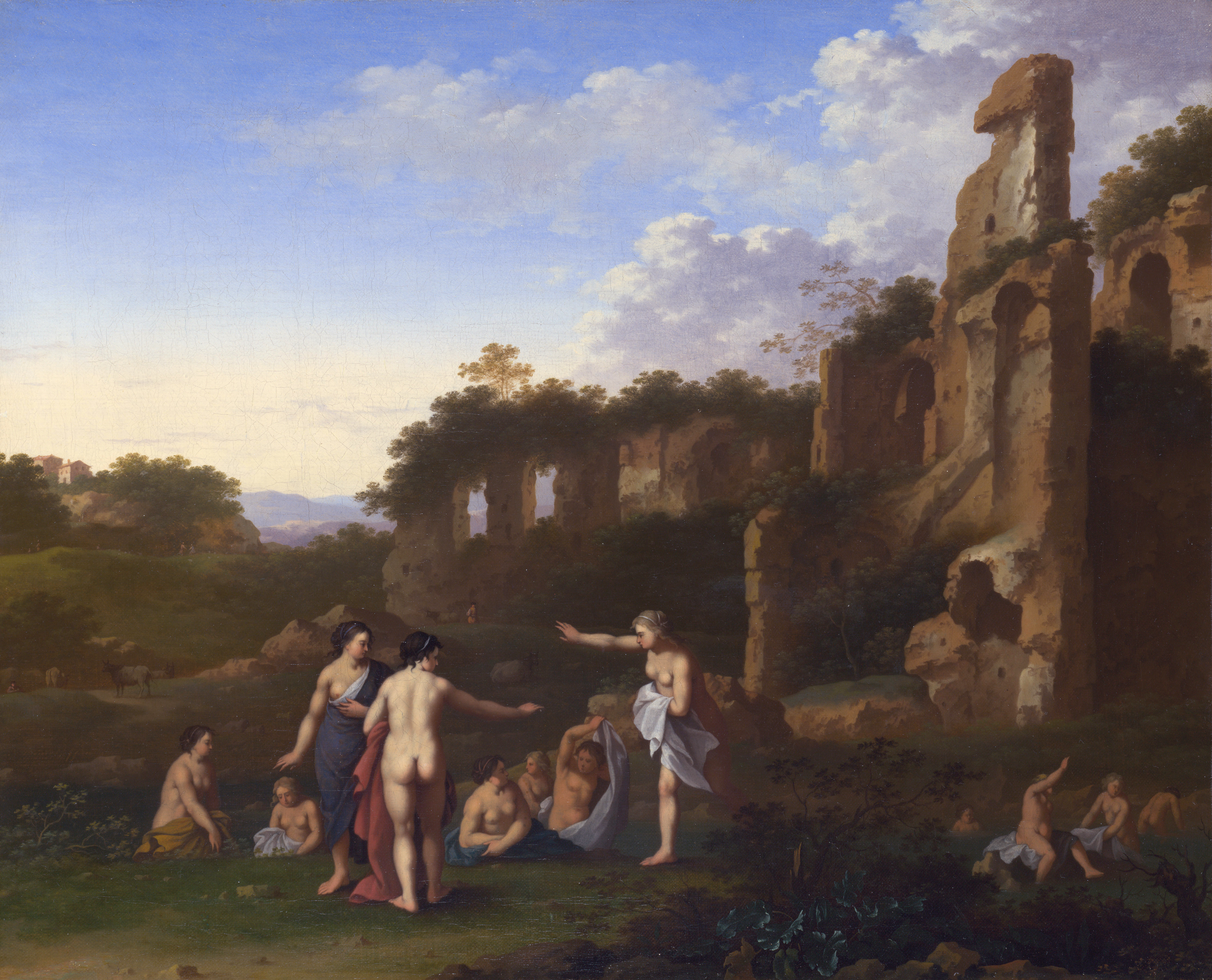
Badende Frauen in einer Landschaft (um 1630)

Cornelis van Poelenburgh (* 1594/95 in Utrecht; † 12. August 1667 ebenda) war ein niederländischer Maler des Barocks und Vater der italianisierten niederländischen Landschaftsmalerei.

## Leben und Werk
Cornelis van Poelenburgh war in seiner Heimatstadt Schüler Abraham Bloemaerts, bereiste 1617 Italien und hielt sich von da an für acht Jahre in Rom auf, wo er sich Adam Elsheimer zum Vorbild nehmend, insbesondere in der italienischen Landschaftsmalerei weiterbildete. Er trat dort der   jungen niederländischen Künstlervereinigung „Schildersbent“ („Malerbande“) bei, die für ihre rauschenden Feste bekannt wurde. Sein Bentname „Satyr“ wurde unter den Italienern zu „Cornelio Satiro“ abgewandelt, auch der Beiname „Brusco“ lässt sich nachweisen. 1625 zog es ihn nach Florenz, wo er auch Jacques Callot kennenlernte. Großherzog Ferdinando II. de’ Medici versuchte ihn an den Toskanischen Hof zu binden, aber Poelenburgh zog es zurück in die Heimat. Ab 1627 war er wieder als Mitglied der Utrechter Lukasgilde nachgewiesen, wo ihm sein Ruf als italianisierter Niederländer vorauseilte. Im selben Jahr besuchte ihn Peter Paul Rubens in Begleitung von Joachim von Sandrart, der das Treffen später schriftlich dokumentiert hat, in seiner Werkstatt und ließ sich von ihm Utrecht zeigen. 1637 wurde er von König Karl I. nach London berufen, kehrte aber trotz großer Erfolge am englischen Hof schon 1641 in seine Vaterstadt zurück. 1649 und 1658 wird er in den Vorstand der dortigen Lukasgilde gewählt und fungiert in den Jahren 1656/1657 und 1664 sogar als Dekan. Am 12. August 1667 starb er als hochangesehener, weit über seine Landesgrenzen hinaus bekannter Maler.
Für Cornelis van Poelenburgh sind italianisierende Landschaften mit mythologischem Charakter oder bukolischem Dekor charakteristisch. Er malte mehrere kleinere landschaftliche Darstellungen aus der Gegend von Rom mit nackten Figuren aus der antiken Mythologie (Satyrn, Nymphen usw.), mit biblischen Szenen und mit Staffage nach italienischen Dichtern. Eine glatte, saubere Behandlung zeichnet seine Werke aus, die wegen dieses Vorzugs im 18. Jahrhundert sehr gesucht waren und deshalb in vielen namhaften Museen zahlreich vorhanden sind. Gelegentlich arbeitete er mit Jan Both zusammen, so bei dem Gemälde Das Urteil des Paris, wobei Poelenburg die Figuren in eine von Both gemalte Landschaft einfügte, aber auch mit Alexander Keirincx.
Zu seinen Schülern zählen Jan Gerritsz van Bronckhorst, François Verwilt, Johann Liss und Jan Baptist Weenix.

## Hauptwerke in Museen (Auszug)
- Amaryllis überreicht Myrtill den Preis, ca. 1635, Öl auf Leinwand, 115 × 146 cm, Gemäldegalerie (Berlin)
- Das Urteil des Paris. Öl auf Leinwand, 97 × 129 cm, um 1645/50, National Gallery, London
- Landschaft mit Diana und Callisto, 54 × 82 cm, Eremitage (Sankt Petersburg)
- Die Kinder des Kurfürsten Friedrich V. von der Pfalz. Öl auf Eichenholz, 52,5 × 83,5 cm. Alte Pinakothek, München
- Dianas Grotte, Öl auf Leinwand, 51 × 73 cm, Nationalmuseum Warschau
- Römische Ruinenlandschaft, ca. 1620, 41 × 55 cm, Kunsthistorisches Museum Wien
- Vue du Campo Vaccino, 40 × 55 cm, 1660, Musée du Louvre, Paris.
- Die sieben Kinder des Winterkönigs, 1628, Öl auf Holz, 37,9 × 65,3 cm, Museum der Schönen Künste, Budapest
- Satyrn beobachten Nymphen beim Baden, Öl auf Kupfer, 37,5 × 46 cm, Rijksmuseum Amsterdam
- Landschaft mit Badenden, Öl auf Kupferplatte, 34,3 × 44,5 cm, J. Paul Getty Museum, Los Angeles